# 埃塔 (密西西比州)
埃塔（英語：Etta）是位於美國密西西比州尤寧縣的非建制地區。

## 歷史
埃塔的郵局自1887年營運至今。

## 地理
埃塔所處的海拔為高於海平面98米（即322英呎），而該地所採用的時區為UTC-6，即北美中部時區（CST）。同時該地設有夏令時間，為UTC-6調快一小時，即UTC-5（CDT）。